# CITIC Plaza
CITIC Plaza  (förenklad kinesiska: 中信广场; traditionell kinesiska: 中信廣場; pinyin: Zhōngxìn Guǎngchǎng) är en 391 meter hög skyskrapa. Byggnaden står i Tianhe distriktet i Guangzhou, Kina. När skyskrapan var klar år 1997 var den världens högsta skyskrapa utanför USA. För närvarande är det den åttonde högsta skyskrapan i Kina. Skyskrapan är rankad 11:e i Asien och 17:e i världen. Skyskrapan är numera den näst högsta i Guangzhou efter Guangzhou International Finance Center, och beräknas bli den tredje högsta skyskrapan i staden när The CTF Guangzhou blir färdig.